# Dekanat Gdańsk-Wrzeszcz
Dekanat Gdańsk-Wrzeszcz – jeden z 24 dekanatów katolickich archidiecezji gdańskiej, obejmujący obszar gdańskich dzielnic Wrzeszcz, Nowy Port, Letnica, Brzeźno. Dziekanem jest proboszcz parafii św. Antoniego Padewskiego – ks. kan. Jan Świstowicz.

## Parafie
W skład dekanatu wchodzi 9 parafii:
1. Parafia Matki Boskiej Częstochowskiej w Gdańsku – Gdańsk, ul. Marii Skłodowskiej-Curie 3 B
2. Parafia cywilno-wojskowa Matki Odkupiciela w Gdańsku – Gdańsk, ul. Sobótki 20
3. Parafia Najświętszego Serca Jezusowego w Gdańsku – Gdańsk, ul. ks. Zator Przytockiego 3
4. Parafia NMP Matki Kościoła i św. Katarzyny Szwedzkiej w Gdańsku – Gdańsk, ul. Marynarki Polskiej 148
5. Parafia św. Anny i Joachima w Gdańsku – Gdańsk, ul. Sucha 3
6. Parafia św. Antoniego Padewskiego w Gdańsku – Gdańsk, ul. Dworska 2
7. Parafia św. Jadwigi Śląskiej w Gdańsku – Gdańsk, ul. ks. M. Góreckiego 18
8. Parafia św. Stanisława Biskupa Męczennika w Gdańsku – Gdańsk, Al. Legionów 13
9. Parafia Świętego Krzyża w Gdańsku – Gdańsk, ul. Mickiewicza 11

## Kościoły filialne
- Parafia Świętego Krzyża w Gdańsku
  - Kościół filialny Świętego Krzyża – Gdańsk, ul. Mickiewicza 24

## Kościoły zakonne
- Parafia św. Jadwigi Śląskiej w Gdańsku
  - Kościół zakonny Niepokalanego Serca Maryi – ojcowie franciszkanie – Gdańsk, ul. Oliwska 2

## Sąsiednie dekanaty
Gdańsk-Dolne Miasto, Gdańsk-Oliwa, Gdańsk-Przymorze, Gdańsk-Siedlce, Gdańsk-Śródmieście